# La Bala (youtuberka)
María Isabella de La Torre Echenique, virtuálně známější jako La Bala (* 19. července 2004, Ciudad de México), je mexická youtuberka, zpěvačka a herečka.

## Biografie
Narodila se v hlavním městě Mexika – Ciudad de México. Videa na YouTube začala natáčet na konci roku 2015 o své osobnosti „La Bala“.
V roce 2016 začala natáčet videa typických životních situací a své fanoušky nazývala „Balovers“. Jedná se o obsahově rozmanitý kanál, od blogů, písní a recenzí až po výroční ceny, jako je Kids' Choice Awards Mexico, televisión Argentina del canal, Telefe, Club Media Fest, Premios Tu Mundo a Ocenění Spotify.
Spolupracovala s youtubery, jako jsou Luisito Comunica, Berth Oh!, La Diversión de Martina a další. Na YouTube získala přes čtyři miliony odběratelů.
V roce 2020 vydala píseň s názvem „Human“, která byla doprovázena hudebním videem. O týden později byla píseň k dispozici na YouTube Music, Spotify a Deezer. Hudební video má na YouTube více než 3,1 milionu zhlédnutí, což z něj dělá jednu z nejúspěšnějších skladeb na jejím kanálu.
Hostila předávání cen Kids' Choice Awards Mexico 2019 s mexickým zpěvákem Jaime Camilem, kde ocenili to nejlepší ze zábavy v různých kategoriích, jako je nováček, oblíbený komiksový youtuber, oblíbený Instagrammer a nejlepší fandom. Dne 23. srpna 2018 vydala svou první píseň „Mi Momento“.